# Vadis Odjidja-Ofoe
Vadis Odjidja-Ofoe (Gent, 21 februari 1989) is een Belgische voetballer die bij voorkeur als centrale middenvelder speelt. Hij verruilde in 2018 het Griekse Olympiakos voor KAA Gent. Tijdens de zomertransferperiode van 2023 vertrok hij transfervrij naar Hajduk Split.

## Carrière
Odjidja-Ofoe is een zoon van een Ghanese vader en een Belgische moeder. Hij begon op zijn vijfde met voetballen bij KAA Gent. In 1999 haalde RSC Anderlecht hem naar Brussel. Odjidja-Ofoe begon bij Anderlecht in de jeugd en maakte in 2006 zijn debuut in het eerste elftal, onder toenmalig trainer Franky Vercauteren. Tijdens het trainerschap van Vercauteren kwam Odjidja-Ofoe nauwelijks aan spelen toe. Nadat Vercauteren was ontslagen, kreeg hij een nieuwe kans onder Ariël Jacobs. Odjidja werd intussen een vaste waarde in Jong België. Anderlecht bood Odjidja-Ofoe in de herfst van 2007 een contractverlenging aan, maar hij verkoos in de winterse transferperiode te vertrekken naar Hamburger SV. Hier kwam hij zijn ex-ploegmaat Vincent Kompany weer tegen. Hij mocht Anderlecht in juli transfervrij verlaten, maar doordat de transfer op 3 januari 2008 plaatsvond, kreeg Anderlecht nog een transfersom.
Odjidja-Ofoe kwam nauwelijks aan spelen toe bij Hamburg en tekende op 9 januari 2009 een contract tot 2013 bij Club Brugge. Hier groeide hij uit tot basisspeler. Op de laatste dag van de zomertransferperiode van 2012 stond Odjidja-Ofoe op het punt naar FC Porto gaan, maar de overgang sprong af. Ook Fulham zou rond geweest zijn met de Belg, maar dat nam uiteindelijk twee andere middenvelders. Op het laatste moment meldde Everton zich. Er was geen tijd meer voor medische testen. De papieren werden zo snel mogelijk ingevuld en naar de FIFA gestuurd. Die keurde de transfer af omdat deze niet voor het verstrijken van de transferdeadline beklonken was.
In augustus 2014 maakte Vadis alsnog de oversteek van het kanaal om zijn geluk te beproeven bij Norwich City FC (Engels Championship), dat in 2015 promoveerde naar de Premier League. In september 2015 werd hij voor één maand uitgeleend aan Rotherham United. Vadis kwam in Norwich City niet vaak aan spelen toe, onder meer door blessures.
In augustus 2016 verliet Vadis Engeland voor Polen om bij Legia Warschau te spelen. In 2017 verruilde hij deze club voor het Griekse Olympiakos. Na één seizoen in Griekenland keerde hij in 2018 terug naar KAA Gent. Hij tekende er een contract voor twee seizoenen. Odjidja werd er meteen een belangrijke basisspeler. Na één seizoen werd zijn contract verlengd tot 2021. Hij werd bij de start van zijn tweede seizoen bij Gent ook kapitein. In mei 2020 verlengde hij zijn contract met twee seizoenen tot 2023. In juli 2023 vertrok hij transfervrij naar Hajduk Split.

## Nationale ploeg
Odjidja werd meermaals opgeroepen voor België -21 en maakte in 2010 zijn debuut in het Belgisch voetbalelftal. Trainer Georges Leekens riep hem op en liet hem debuteren in een oefeninterland tegen Rusland. Hij viel na 89 minuten in voor Mousa Dembélé.
| Interlands van Vadis Odjidja-Ofoe voor België | Interlands van Vadis Odjidja-Ofoe voor België | Interlands van Vadis Odjidja-Ofoe voor België | Interlands van Vadis Odjidja-Ofoe voor België | Interlands van Vadis Odjidja-Ofoe voor België | Interlands van Vadis Odjidja-Ofoe voor België | Interlands van Vadis Odjidja-Ofoe voor België |
| Nr.                                           | Datum                                         | Wedstrijd                                     | Uitslag                                       | Soort wedstrijd                               | Doelpunten                                    |                                               |
| Als speler bij Club Brugge                    | Als speler bij Club Brugge                    | Als speler bij Club Brugge                    | Als speler bij Club Brugge                    | Als speler bij Club Brugge                    | Als speler bij Club Brugge                    | Als speler bij Club Brugge                    |
| --------------------------------------------- | --------------------------------------------- | --------------------------------------------- | --------------------------------------------- | --------------------------------------------- | --------------------------------------------- | --------------------------------------------- |
| 1.                                            | 19 november 2010                              | Rusland – België                              | 0 – 2                                         | Vriendschappelijk                             | -                                             |                                               |
| 2.                                            | 6 september 2011                              | België – Azerbeidzjan                         | 4 – 1                                         | EK-Kwalificatie 2012                          | -                                             |                                               |
| 3.                                            | 7 oktober 2011                                | België – Kazachstan                           | 4 – 1                                         | EK-kwalificatie 2012                          | -                                             |                                               |
| Totaal                                        | Totaal                                        | Totaal                                        | Totaal                                        | Totaal                                        | 0                                             |                                               |

Bijgewerkt t.e.m. 2 februari 2020

## Glazen fles
Op zaterdag 12 december 2010 ontsnapte Odjidja na de wedstrijd tegen KV Mechelen aan een pijnlijke wonde. De supporters van Mechelen reageerden de woede van de nederlaag af door allerlei voorwerpen richting Odjidja te gooien. Een medewerker van Belgacom TV kon net voorkomen dat een glazen flesje het hoofd van de speler raakte. De zender was bezig met een interview, maar stopte voortijdig.

## Statistieken
| Seizoen     | Club               | Competitie     | Competitie | Competitie | Competitie | Beker | Beker | Beker | Europa | Europa | Europa | Totaal | Totaal | Totaal |
| Seizoen     | Club               | Competitie     | Wed.       | Dlp.       | Ass.       | Wed.  | Dlp.  | Ass.  | Wed.   | Dlp.   | Ass.   | Wed.   | Dlp.   | Ass.   |
| ----------- | ------------------ | -------------- | ---------- | ---------- | ---------- | ----- | ----- | ----- | ------ | ------ | ------ | ------ | ------ | ------ |
| 2006/07     | RSC Anderlecht     | Eerste Klasse  | 0          | 0          | 0          | 1     | 0     | 0     | 0      | 0      | 0      | 1      | 0      | 0      |
| 2007/08     | RSC Anderlecht     | Eerste Klasse  | 3          | 1          | 0          | 1     | 0     | 0     | 0      | 0      | 0      | 4      | 1      | 0      |
| Club Totaal | Club Totaal        | Club Totaal    | 3          | 1          | 0          | 2     | 0     | 0     | 0      | 0      | 0      | 5      | 1      | 0      |
| 2007/08     | Hamburger SV       | Bundesliga     | 2          | 0          | 0          | 0     | 0     | 0     | 1      | 0      | 0      | 3      | 0      | 0      |
| 2008/09     | Hamburger SV       | Bundesliga     | 0          | 0          | 0          | 0     | 0     | 0     | 0      | 0      | 0      | 0      | 0      | 0      |
| Club Totaal | Club Totaal        | Club Totaal    | 2          | 0          | 0          | 0     | 0     | 0     | 1      | 0      | 0      | 3      | 0      | 0      |
| 2008/09     | Club Brugge        | Eerste Klasse  | 16         | 0          | 1          | 0     | 0     | 0     | 0      | 0      | 0      | 16     | 0      | 1      |
| 2009/10     | Club Brugge        | Eerste Klasse  | 35         | 4          | 3          | 3     | 0     | 0     | 12     | 1      | 0      | 50     | 5      | 3      |
| 2010/11     | Club Brugge        | Eerste Klasse  | 37         | 6          | 3          | 2     | 0     | 0     | 7      | 0      | 0      | 46     | 6      | 3      |
| 2011/12     | Club Brugge        | Eerste Klasse  | 29         | 4          | 5          | 2     | 0     | 2     | 10     | 1      | 3      | 41     | 5      | 10     |
| 2012/13     | Club Brugge        | Eerste Klasse  | 31         | 5          | 5          | 2     | 1     | 0     | 9      | 1      | 0      | 42     | 7      | 5      |
| 2013/14     | Club Brugge        | Eerste Klasse  | 30         | 3          | 6          | 2     | 0     | 0     | 0      | 0      | 0      | 32     | 3      | 6      |
| 2014/15     | Club Brugge        | Eerste Klasse  | 3          | 0          | 0          | 0     | 0     | 0     | 1      | 0      | 0      | 4      | 0      | 0      |
| Club Totaal | Club Totaal        | Club Totaal    | 181        | 22         | 23         | 11    | 1     | 2     | 39     | 3      | 3      | 231    | 26     | 28     |
| 2014/15     | Norwich City       | Championship   | 5          | 0          | 0          | 1     | 0     | 0     | —      | —      | —      | 6      | 0      | 0      |
| 2015/16     | Norwich City       | Premier League | 0          | 0          | 0          | 0     | 0     | 0     | —      | —      | —      | 0      | 0      | 0      |
| Club Totaal | Club Totaal        | Club Totaal    | 5          | 0          | 0          | 1     | 0     | 0     | 0      | 0      | 0      | 6      | 0      | 0      |
| 2015/16     | → Rotherham United | Championship   | 4          | 1          | 0          | 0     | 0     | 0     | —      | —      | —      | 4      | 1      | 0      |
| Club Totaal | Club Totaal        | Club Totaal    | 4          | 1          | 0          | 0     | 0     | 0     | 0      | 0      | 0      | 4      | 1      | 0      |
| 2015/16     | Norwich City       | Premier League | 10         | 0          | 2          | 3     | 0     | 0     | —      | —      | —      | 13     | 0      | 2      |
| Club Totaal | Club Totaal        | Club Totaal    | 15         | 0          | 2          | 4     | 0     | 0     | 0      | 0      | 0      | 19     | 0      | 2      |
| 2016/17     | Legia Warschau     | Ekstraklasa    | 31         | 4          | 12         | 1     | 0     | 0     | 10     | 1      | 2      | 42     | 5      | 14     |
| Club Totaal | Club Totaal        | Club Totaal    | 31         | 4          | 12         | 1     | 0     | 0     | 10     | 1      | 2      | 42     | 5      | 14     |
| 2017/18     | Olympiakos         | Super League   | 17         | 2          | 2          | 1     | 0     | 0     | 10     | 2      | 1      | 28     | 4      | 3      |
| Club Totaal | Club Totaal        | Club Totaal    | 17         | 2          | 2          | 1     | 0     | 0     | 10     | 2      | 1      | 28     | 4      | 3      |
| 2018/19     | KAA Gent           | Eerste Klasse  | 28         | 4          | 3          | 5     | 0     | 1     | 4      | 0      | 0      | 37     | 4      | 4      |
| 2019/20     | KAA Gent           | Eerste Klasse  | 26         | 3          | 8          | 2     | 0     | 0     | 14     | 0      | 6      | 42     | 3      | 14     |
| 2020/21     | KAA Gent           | Eerste Klasse  | 25         | 2          | 9          | 2     | 1     | 0     | 6      | 1      | 0      | 33     | 4      | 9      |
| 2021/22     | KAA Gent           | Eerste Klasse  | 29         | 2          | 2          | 6     | 2     | 2     | 13     | 2      | 0      | 48     | 6      | 4      |
| 2022/23     | KAA Gent           | Eerste Klasse  | 11         | 1          | 1          | 0     | 0     | 0     | 6      | 2      | 0      | 17     | 3      | 1      |
| Club Totaal | Club Totaal        | Club Totaal    | 119        | 12         | 23         | 15    | 3     | 3     | 43     | 5      | 6      | 177    | 20     | 32     |
| TOTAAL      | TOTAAL             | TOTAAL         | 372        | 42         | 62         | 34    | 4     | 5     | 103    | 11     | 12     | 509    | 57     | 79     |

## Erelijst
Legia Warschau
- Pools landskampioen (1): 2016/17

 KAA Gent
- Beker van België (1): 2021/22